# Treo 180
El Handspring Treo 180 fue un teléfono inteligente o smartphone dotado de asistente digital de mano fabricado por la empresa norteamericana Handspring. El 180 fue el segundo de una nueva gama de dispositivos multifunción, los Treo, que sucedió a la gama Visor de la misma marca. Fue lanzado al mercado en febrero de 2002 en dos modelos, el Treo 180 y el 180g. Se diferenciaban en que el Treo 180 disponía de un pequeño teclado QWERTY mientras que el 180g contaba con un panel táctil donde se introducían los datos mediante el sistema "graffiti". 
Los dos modelos de Treo 180 eran tribanda con pantalla de matriz de puntos. Traían de fábrica el sistema operativo Palm OS en su versión 3.5. La pantalla era de 160 x 160 píxeles. Poseían un microprocesador Dragonball a 33 MHz, 16 MB de memoria RAM, conectividad USB, batería recargable de iones de litio que arrojaba una autonomía de más de 60 horas en espera y 2,5 horas de funcionamiento en conversación. Pesaban 153 gramos.